# Città cinese
Città cinese (Mr. Wong in Chinatown) è un film del 1939 diretto da William Nigh.
È un film giallo e thriller statunitense con Boris Karloff, Marjorie Reynolds e Grant Withers. Fa parte della serie di film del detective cinese americano Mr. Wong, interpretato da Karloff, a loro volta ispirati alla serie di romanzi di Hugh Wiley.

## Trama
La principessa cinese Lin Hwa, viene assassinata a casa di Wong, mentre vi si trovava per chiedere una consulenza all'investigatore privato. L'assassino ha usato un dardo avvelenato, mezzo di offesa utilizzato nella tradizione orientale. Le prime indagini portano gli inquirenti a sapere che la principessa si trovava a San Francisco per conto di suo fratello, pezzo grosso dello stato maggiore cinese, per definire l'acquisto e l'imbarco sulla motonave "il corriere dell'oriente" di un ingente quantitativo di velivoli militari. A tale scopo, Lin Hwa, aveva depositato presso la banca di Mr. Davidson, un assegno di un milione di dollari, da cui aveva già stornato un primo versamento di 250.000 dollari a favore del capitano Jackson, colui che avrebbe dovuto procurare gli aerei. Misteriosamente però, la restante somma di 750.000 dollari risulta scomparsa nel nulla.
Nel frattempo Wong subisce prima un attentato, e poi viene rapito e rinchiuso, insieme al banchiere Davidson, nella stiva della nave. Il provvidenziale intervento del capitano Street e di miss Logan, permette di liberare i due e svelare il piano criminale della banda: Il capitano Jackson ed il Capitano Jaime erano in combutta per frodare la comunità cinese, ma si dichiarano innocenti in merito all'assassinio della principessa. Ed ecco il colpo di scena finale, l'assassino è Mr. Davidson, che ha ucciso oltre alla principessa anche la sua dama di compagnia ed un povero nano sordomuto che aveva assistito al primo omicidio, per potersi intascare il denaro depositato nella sua banca.

## Distribuzione
Il film fu distribuito con il titolo Mr. Wong in Chinatown negli Stati Uniti il 1 agosto 1939 al cinema dalla Monogram Pictures.
In Italia giunse nel 1940 su distribuzione E.I.A. con un doppiaggio di cui oggi si è persa ogni traccia, così la pellicola fu ridoppiata per il primo passaggio TV con la direzione del doppiaggio di Flavio De Flaviis su dialoghi di Ottavio Maria Rolandi Ricci e nuove musiche a cura di Gino Peguri. Oggi il film è conosciuto prevalentemente con il titolo italiano Mr. Wong a Chinatown.